# Bosættelse på Månen
Bosættelse på Månen er et foreslået tilblivelse af permanente menneskelig beboelse eller robotindustrier på Månen.
Opdagelsen af månevand på Månens sydpol af Chandrayaan-1 har genoptaget interessen i Månen. Polarkolonier kan også forhindre problemet med lange månenætter - omkring 354 timer, lidt mere end to uger – og udnytte Solen kontinuerligt, i det mindste under lokal sommer (der findes endnu ikke data for vinteren).
Permanent menneskelig beboelse på en anden planet end jorden er en af science fiction mest gennemgående temaer. I takt med at teknologien er blevet bedre, og bekymringer om menneskets fremtid på Jorden er øget, har argumentet om at rumkolonisering er muligt og et opnåeligt mål opnået større støtte. På grund af dens afstand til Jorden, er Månen ofte set som det mest naturlige valg til en ekspansion væk fra Jorden. Der er også forskellige projekter fra rumturisme-virksomheder for turisme på månen.